# Pensar en nada
Pensar en nada es el quinto álbum del cantautor argentino León Gieco. Fue lanzado en el año 1981 por el sello Sazam y producido por Oscar López. La canción que le da título es una rara excepción al sonido folk de Gieco, intentando una fusión con el sonido new wave que aún no se había impuesto en la Argentina; en "La cultura es la sonrisa" y "Cumbia de la ciudad" se mete en ritmos tropicales; mientras que "Bajaste del Norte" (de Raúl Porchetto y con Dino Saluzzi en bandoneón), "Aquí, allá, hoy o mañana" (en vivo), "Soy un pobre agujero", y "Chacarera de un atardecer" (también con Saluzzi) son clásicos en los conciertos de Gieco.

## Historia
En 1980/81, Santaolalla ya vivía en Los Ángeles y estaba intentando alejarse del origen folk y progresivo de Arco Iris  para adoptar un estilo más ligado a la new wave que por entonces triunfaba en el mundo, pero era desconocida en Argentina. Este giro estilístico se trasladaría a la canción que da nombre al disco. “Pensar en nada” podría ser una participación de Gieco en el primer solista de Santaolalla y, como este, resultaba llamativo para la escena nacional de la época. No obstante, el resto del disco, como “Soy un pobre agujero” o “Canto dorado”, la percusiva “Cumbia de la ciudad” y el rescate de “Aquí, allá, hoy o mañana”, vuelven a mostrar a un Gieco más ligado a su raíz folklórica.
Comercialmente, "Pensar en nada" resultó eclipsado por el éxito de "Solo le pido a Dios", que volvió a ponerse en boga por la guerra de las Malvinas, por la versión grabada por Mercedes Sosa y por su inclusión en el recopilatorio del propio Gieco 7 años, que terminó vendiendo más que "Pensar en nada". 
La canción del título fue revisitada por Gieco en varias oportunidades, como en Desenchufado de 1994, El vivo de León (2003), o en Un León D-mente (2009), sin olvidar la exitosa versión que hicieron Los Piojos junto a Pappo y el mismo Gieco en su show Huracanes en luna plateada (2002).

## Lista de canciones
Todas las canciones escritas y compuestas por León Gieco, excepto donde se indica. 
| Lado A |                                         |          |  |
| N.º    | Título                                  | Duración |  |
| 1.     | «Pensar en nada»                        | 4:45     |  |
| 2.     | «Bajo el sol de Bogotá»                 | 2:32     |  |
| 3.     | «Soy un pobre agujero»                  | 2:56     |  |
| 4.     | «La cultura es la sonrisa»              | 2:50     |  |
| 5.     | «Bajaste del norte» (Raúl Porchetto)    | 6:00     |  |
| 6.     | «Canto dorado» (León Gieco/Nito Mestre) | 2:42     |  |

| Lado B |                                               |          |  |
| N.º    | Título                                        | Duración |  |
| 7.     | «Vino algo y lo arrasó»                       | 3:36     |  |
| 8.     | «Los accidentes de la ruta»                   | 2:56     |  |
| 9.     | «Cumbia de la ciudad»                         | 5:28     |  |
| 10.    | «Aquí, allá, hoy o mañana»                    | 3:03     |  |
| 11.    | «Chacarera de un atardecer»                   | 3:37     |  |
| 12.    | «Vení que te digo algo» (Gustavo Santaolalla) | 2:00     |  |
| 43:52  |                                               |          |  |

## Ficha técnica
- Los temas 1, 2 y 12 grabados en Sound Arts Recording Studio, Los Ángeles, en octubre de 1980.
- Técnico de grabación en Los Ángeles: Jim Cyphers.
- Producción musical en Los Ángeles: Gustavo Santaolalla.
- Los temas 3, 4, 5, 6, 7, 8, 9 y 11 grabados en Estudios ION, Buenos Aires, en marzo-abril de 1981.
- Técnico de grabación en Buenos Aires: Roberto Fernández.
- Producción musical en Buenos Aires: León Gieco y Osqui Amante.
- El tema 10 grabado en vivo en el estadio Obras Sanitarias, el 11 de abril de 1981, con el estudio móvil de Sazam Records.
- Técnico de grabación en tema 10: Willy Campins.
- Producido por: Oscar López.
- Diseño gráfico: Clota Ponieman.
- Foto: Andy Cherniavsky.